# ۷۹۵ (میلادی)
۷۹۵ (میلادی) هفتصد و نود و پنجمین سال تقویم میلادی است.

## رویدادها
ساخت اولین کارگاه کاغذ در بغداد بدستور هارون الرشید خلیفه عباسی.(۷۹۵.م)
اولین حملات وایکینگ ها به ایرلند(۷۹۵.م)
ساخت قصر برمکی بدستور یکی از اعضای خاندان برمکی (نامشخص) در بلخ (۷۹۵.م)

## زادگان
زاده شدن بابک خرمدین، شخصی که بر ضد خلیفه قیام کرد.(۷۹۵.م)

## درگذشتگان
- ۲۵ دسامبر – آدریان یکم، کشیش ایتالیایی (ز. ۷۰۰)